# ضد وسترن

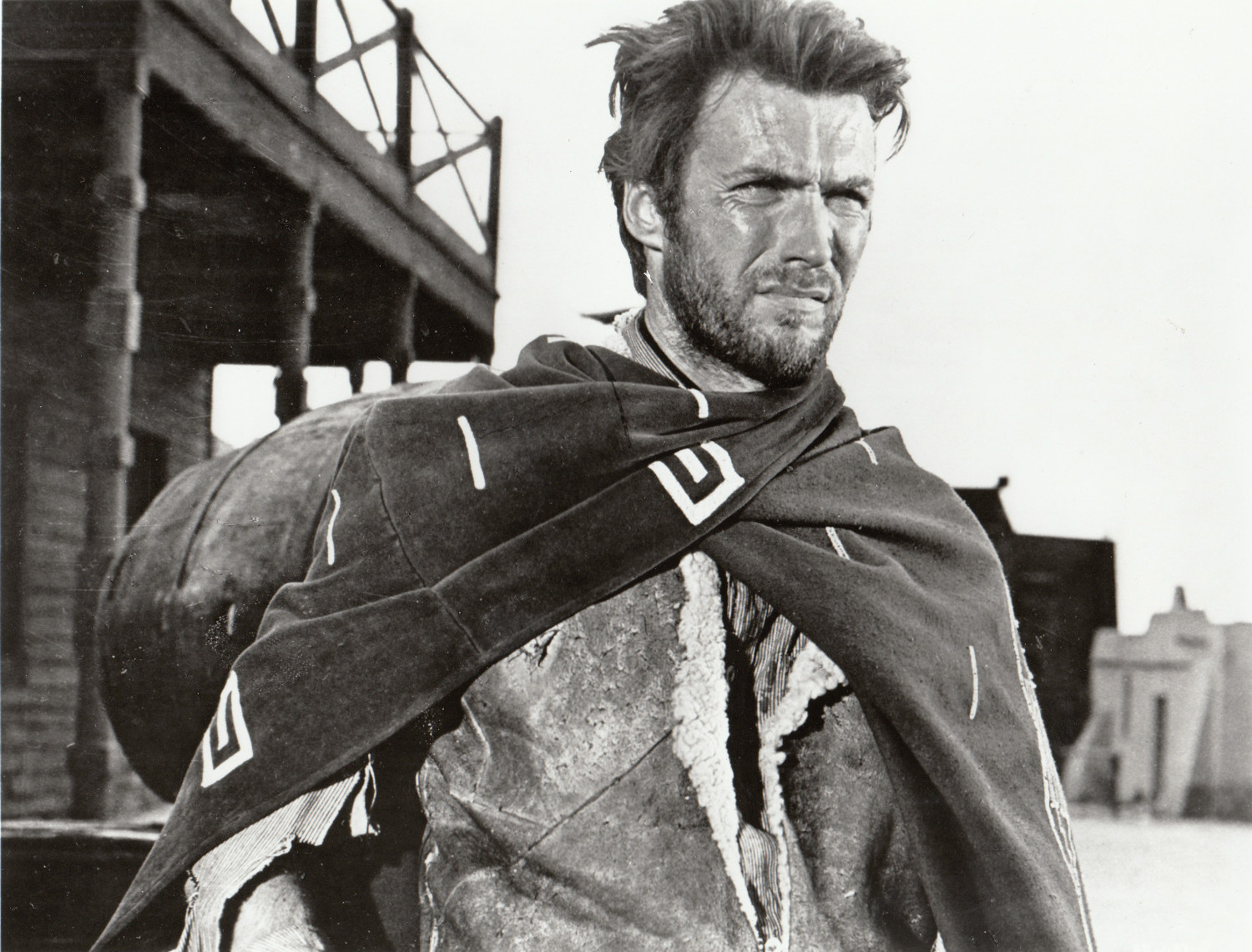
به چالش کشیدن و ضد قهرمانی در فیلم ها

ضدوسترن (به انگلیسی: Anti-Western)، وسترن مدرن یا وسترن متجدد (انگلیسی: Revisionist Western)، گونه‌ای از فیلم‌های وسترن به حساب می‌آیند که در میانه دهه ۱۹۶۰ و اوایل دهه ۱۹۷۰، رایج بودند. برخی از فیلم‌های پس از جنگ جهانی دوم، ایده‌آل‌ها و شکل‌های سنتی وسترن را با افزودن عناصری مانند تیرگی و سیاهی بیشتر، لحن بدبینانه‌تر و تمرکز بیشتر بر بی‌قانونی دوره زمانی فیلم و علاقه بیشتر به واقع‌گرایی به عوض رمانتیسم، به چالش کشیدند. استفاده از ضدقهرمان‌ها هنوز رواج داشت با این تفاوت که در این زیرژانر، نقش‌های قوی‌تری به زنان داده می‌شد و این فیلم‌ها، همدلی بیشتری با بومیان آمریکا و مکزیکی‌ها برمی‌انگیختند. با این‌که در این ژانر، همچنان به قدرت و اقتدار توجه می‌شد، اما به دیدگاه‌های انتقادی موجود به کسب و کار بزرگ، دولت آمریکا، تصویر مردانه (شامل نیروی نظامی و سیاست‌هایشان) و چرخش به سوی اصالت تاریخی بیشتر داشتن، توجه می‌شد.

## ضدوسترن در هالیوود
اغلب فیلم‌های وسترن از دهه ۱۹۶۰، تم ضدوسترن دارند. بسیاری از این فیلم‌ها توسط کارگردانان بزرگی ساخته شده‌است که وسترن را موقعیتی برای بیان نقد خود بر جامعه آمریکا و ارزش‌ها در ژانر جدید، دیده‌اند. فیلم‌های این دسته‌بندی شامل بر دشت مرتفع بتاز (۱۹۶۲) و این گروه خشن (۱۹۶۹) اثر سام پکینپا، کت بالو (۱۹۶۵) اثر الیوت سیلورستاین، بزرگ‌مرد کوچک (۱۹۷۰) اثر آرتور پن و مک‌بی و خانم میلر (۱۹۷۱) اثر رابرت آلتمن می‌شود.

## وسترن اسپاگتی
وسترن اسپاگتی، به خاطر زمینه ایتالیایی‌اش (گاهی نیز اسپانیایی)، به این نام خوانده شد. این فیلم‌ها اغلب به زبان ایتالیایی، بودجه کم و دارای شاخصه‌های سیال، خشونت‌آمیز و فیلم‌برداری مینیمالیستی بودند که به این واسطه، از اغلب قراردادهای ژانری وسترن‌های قدیمی اجتناب ورزیدند (به گفته برخی خالی از اسطوره کردند). این فیلم‌ها، اغلب به دلیل شباهت بوم اسپانیا به غرب وحشی، در این کشور فیلمبرداری می‌شدند. سرجو لئونه در این جنبش، که تلاش می‌کرد واقع‌گرایی بزرگ‌تری در شخصیت‌ها و پوشش آن‌ها به وجود بیاورد، نقشی فعال داشت. تمام این فیلم‌ها به شکلی ظریف، درگیری فرهنگ‌های انگلیسی و اسپانیایی را به تصویر کشیده می‌شود. لئونه از غرب وحشی، تصور مکانی کثیف و پر از شخصیت‌هایی از لحاظ اخلاقی، خاکستری و دوسویه داشت و این تصور، مبدل به یکی از ویژگی‌های جهانی وسترن اسپاگتی شده و در طیف وسیعی از این فیلم‌ها دیده می‌شود.

## وسترن سرخ
اوسترن یا وسترن سرخ، فیلم‌های وسترن شوروی و بلوک شرق است که به دو ژانر مرتبط تقسیم می‌شود:
1. وسترن سرخ که در غرب وحشی آمریکا می‌گذرد مانند پسران خرس بزرگ (۱۹۶۶، آلمان شرقی). این دسته از فیلم‌ها بیشتر در اروپای شرقی ساخته می‌شدند.
2. اوسترن (شرقی) که در استپ یا بخش‌های آسیایی شوروی می‌گذرد مانند محافظ شخصی.

واژه اوسترن از اوست که در آلمانی به معنای شرق است، گرفته شده‌است. فیلم‌های اوسترن گاهی با وسترن اسپاگتی مقایسه می‌شود چراکه در این ژانر نیز، از مناظر منطقه‌ای برای ایجاد فضای غرب وحشی آمریکا، بهره گرفته می‌شود.

## فهرست فیلم‌های ضدوسترن

### فیلم‌ها

#### دهه ۱۹۴۰
- حادثه اوکس‌بو (۱۹۴۳)

#### دهه ۱۹۵۰
- نیمروز (۱۹۵۲)
- مهمیز برهنه (۱۹۵۳)
- شین (۱۹۵۳)
- جانی گیتار (۱۹۵۴)
- مردی از لارامی (۱۹۵۵)
- ۱۰ به یوما (۱۹۵۷)

#### دهه ۱۹۶۰
- هفت دلاور (۱۹۶۰)
- سربازهای یک چشم (۱۹۶۱)
- ناجورها (۱۹۶۱)
- مردی که لیبرتی والانس را کشت (۱۹۶۲)
- شجاعان تنها هستند (۱۹۶۲)
- بر دشت مرتفع بتاز (۱۹۶۲)
- هاد (۱۹۶۳)
- حرفه‌ای‌ها (۱۹۶۶)
- محکم دارشان بزن (۱۹۶۸)
- این گروه خشن (۱۹۶۹)
- بوچ کسیدی و ساندنس کید (۱۹۶۹)
- شجاعت واقعی (۱۹۶۹)

#### دهه ۱۹۷۰
- بزرگ‌مرد کوچک (۱۹۷۰)
- ال توپو (۱۹۷۰)
- مک‌بی و خانم میلر (۱۹۷۱)
- بد کمپانی (۱۹۷۲)
- جو کید (۱۹۷۲)
- غریبه دشت‌های بالا (۱۹۷۳)
- آب‌بندهای میسوری (۱۹۷۶)
- بوفالو بیل و سرخپوستان، یا درس تاریخ گاو نشسته (۱۹۷۶)
- جوسی ولز یاغی (۱۹۷۶)

#### دهه ۱۹۸۰
- دروازه بهشت (۱۹۸۰)
- سوارکار رنگ‌پریده (۱۹۸۵)

#### دهه ۱۹۹۰
- رقصنده با گرگ‌ها (۱۹۹۰)
- نابخشوده (۱۹۹۲)
- سنگ گور (۱۹۹۳)
- مرد مرده (۱۹۹۵)
- برنده و بازنده (۱۹۹۵)
- سواری با اهریمن (۱۹۹۹)

#### دهه ۲۰۰۰
- گم‌شده (۲۰۰۳)
- چراگاه آزاد (۲۰۰۳)
- بلوبری (۲۰۰۴)
- سه خاک‌سپاری ملکیادس استرادا (۲۰۰۵)
- پیشنهاد (۲۰۰۵)
- ته دره (۲۰۰۶)
- آپالوسا (۲۰۰۵)
- ۱۰ به یوما (۲۰۰۷)
- قتل جسی جیمز به‌دست رابرت فورد بزدل (۲۰۰۷)
- خون به پا خواهد شد (۲۰۰۷)

#### دهه ۲۰۱۰
- شجاعت واقعی (۲۰۱۰)
- میانبر میک (۲۰۱۰)
- بلک‌تورن (۲۰۱۱)
- جنگوی از بند رسته (۲۰۱۲)
- مرد خانه (۲۰۱۴)
- تاماهاوک استخوانی (۲۰۱۵)
- هشت نفرت‌انگیز (۲۰۱۵)
- بازگشته (۲۰۱۵)